# Dicksonia sciurus
Dicksonia sciurus är en ormbunkeart som beskrevs av Carl Frederik Albert Christensen. Dicksonia sciurus ingår i släktet Dicksonia och familjen Dicksoniaceae. Inga underarter finns listade.